# Шлях стеження
«Шлях стеження» (англ. Glide Path) — роман Артура Кларка, написаний 1963 року. Формально не належить до науково-фантастичної частини творчості письменника, проте дуже близький до нього. Події роману відсилають нас до періоду Другої світової війни й описують фантастичний процес створення на основі радара підземного пункту управління (в романі він має назву «наземне керування») системи посадки літаків і включає в себе персонажа на ім'я Луїс Альварес, який розробив цю систему. Вона була заснована у вигаданому Кларком воєнному періоді на службі в Королівських ВПС, під час якого Луїс працював над проєктом під назвою GCA.